# Melly Goeslaw
Melliana Cessy Goeslaw ([məliana ɡʊslau̯ hʊt̚]; Bandung, 7 de enero de 1974), más conocida por su nombre artístico como Melly Goeslaw, es una cantante y compositora Indonesia.

## Carrera
Ella comenzó a cantar, mientras cursaba el quinto grado de su escuela y luego comenzó a escribir temas musicales y tomó el trabajo como vocalista de apoyo para Elfa Secioria, un reconocido cantautor en la escuela secundaria . Esto llevó a su familia y su mudanza a Yakarta, para seguir su carrera. Mientras que proporcionaba en coros para una gira promocional por Katon Bagaskara, conoció a Anto Hoed y Andi Ayunir. Después de casarse con Hoed, los tres formaron una banda musical llamada Potret en 1993. Su álbum de debut de 1995 fue un éxito, con lo que Goeslaw y sus compañeros de la banda lograron ser famosos. Después de lanzar varios álbumes con Potret, Goeslaw intentó comenzar su carrera como solista, lanzando su álbum homónimo "Melly" en 1999. Aunque Melly Goeslaw vendió exitosamente, ella se hizo más popular como artista en solitario después de proporcionar para una banda sonora de la exitosa película de 2002 titulada "Ada Apa dengan Cinta?" junto con su esposo. Sus versiones posteriores incluyen sus discos de solistas y demás bandas sonoras. En 2000 lanzó una colección de cuentos cortos para celebrar su décimo aniversario de su carrera artística, cuatro años más adelante, realizó un concierto para celebrar el bicentenario de la ciudad de Bandung. A partir de 2011 ha escrito más de 500 canciones en su trayectoria artística.
La personalidad en el escenario de Melly Goeslaw, ha sido comparada con Björk, por sus trajes de "excéntricos",  mucho maquillaje y cabellera de colores "salvajes". Sus primeras canciones se han descrito por "The Jakarta Post" como una "deliberadamente antagónicas", con temas controversiales, incluyendo el materialismo, el sadomasoquismo y la violencia contra las mujeres. Dos de sus canciones con Potret, como "Salah" y "Bunda", fueron seleccionados por la revista "Rolling Stone Indonesia", como algunas de las mejores canciones de todos los tiempos, mientras que su trabajo con "Ada Apa dengan Cinta?", ella y su esposo garnaron el premio "Citra" en el Festival de Cine de Indonesia en 2004. Sin embargo, la revista Rolling Stone observó una disminución de calidad de sus canciones después de "Ada Apa dengan Cinta?". De acuerdo a "The Jakarta Post", Melly Goeslaw es una de las artistas más buscadas después de famosos compositores del cine de Indonesia.

## Discografía
- Pilihanku Deritaku (1988)
- Melly (1999)
- Ada Apa dengan Cinta ? (2002)
- Eiffel I'm In Love (2003)
- Intuisi (2005)
- Apa Artinya Cinta ? (2005)
- Mindsoul (2007)
- The Butterfly (2008)
- Ketika Cinta Bertasbih (2009)
- Glow (2009)
- Dancing In The Silence (2011)
- Mungkin (2009)

## Filmografía
- Kabayan Jadi Milyuner (2010)